# Камино (Калифорнија)
Камино (енгл. Camino) насељено је место без административног статуса у америчкој савезној држави Калифорнија.

## Демографија
По попису из 2010. године број становника је 1.750.
| Група             | 2000.    | 2010.         |
| Белци             | 0 (0,0%) | 1.479 (84,5%) |
| Афроамериканци    | 0 (0,0%) | 7 (0,4%)      |
| Азијати           | 0 (0,0%) | 18 (1,0%)     |
| Хиспаноамериканци | 0 (0,0%) | 197 (11,3%)   |
| Укупно            | 0        | 1.750         |